# Казалаттико
Казалаттико (итал. Casalattico) — коммуна в Италии, располагается в регионе Лацио, в провинции Фрозиноне.
Население составляет 666 человек (2008 г.), плотность населения составляет 24 чел./км². Занимает площадь 28 км². Почтовый индекс — 3030. Телефонный код — 0776.
Покровителем коммуны почитается святой Барбат из Беневенто, празднование 19 февраля.

## Демография
Динамика населения:

## Администрация коммуны
- Официальный сайт: